# الشباب الاشتراكي الإسباني
الشباب الاشتراكي الإسباني (بالإسبانية: Juventudes Socialistas de España) هي منظمة شبابية تابعة لحزب العمال الاشتراكي الإسباني في إسبانيا. يقع مقر المنظمة في مدريد، وقد تأسست في عام 1906 وهي تتماشى دوليًا مع الاشتراكيين الأوروبيين الشباب والاتحاد الدولي للشباب الاشتراكي.
المنظمة مستقلة عن حزب العمال الاشتراكي الإسباني، وهي واحدة من العلامات المميزة للمنظمة هو الطلب على الجمهورية في إسبانيا.